# Paul Edwards
Paul Edwards (Santa Maria, Californië, 11 januari 1978) is een Amerikaans autocoureur.

## Carrière
Edwards begon zijn autosportcarrière in het Global GT Championship in 1995, alvorens in 1996 zijn debuut te maken in het formuleracing in het Formule Ford Festival. In 1997 reed hij voor het eerst in een volledig seizoen, waarbij hij debuteerde met een achtste plaats in de Britse Formule Ford. In 1998 kwam hij uit in diverse Formule Opel- en Formule Renault-kampioenschappen, met een derde plaats in de Formule Opel Lotus Nations Cup als beste kampioenschapspositie. In 1999 won hij de Britse Europa Cup en het winterkampioenschap van de Formule Palmer Audi en eindigde hij als derde in de EFDA Euroseries.
In 2000 kwam Edwards uit in het hoofdkampioenschap van de Formule Palmer Audi en eindigde als negende met één podiumplaats. In 2001 maakte hij zijn Formule 3-debuut in het Britse Formule 3-kampioenschap, waarin hij voor het team Alan Docking Racing één podiumplaats behaalde op Donington Park. Ondanks dat hij de laatste vier raceweekenden moest missen, werd hij twaalfde in de eindstand.
In 2002 had Edwards geen vast racezitje, maar nam hij wel deel aan twee races in de GT-klasse van de SPEED World Challenge. Daarnaast kwam hij dat jaar ook uit in de laatste twee raceweekenden van de World Series by Nissan bij het team KTR, waarbij een zevende plaats op het Autódromo Internacional de Curitiba zijn beste resultaat was.
In 2003 kwam Edwards fulltime uit in de World Series by Nissan voor KTR. Tevens maakte hij dit seizoen deel uit van het Red Bull Junior Team. Hij kende een enigszins teleurstellend seizoen, waarin een vierde plaats in het laatste raceweekend op het Circuito Permanente del Jarama zijn beste resultaat was en dertiende werd in de eindstand. Hierna werd hij weer uit het Red Bull Junior Team gezet.
Tussen 2004 en 2012 nam Edwards deel aan de Grand American Rolex Series. In zijn eerste anderhalve seizoen reed hij slechts enkele gastraces in de DP-klasse, maar halverwege 2005 stapte hij fulltime over naar de GT-klasse. Tot 2010 behaalde hij veertien overwinningen over vijf en een half seizoen, waarbij hij in 2008 kampioen werd en in 2007 als tweede eindigde in het kampioenschap. In 2011 keerde hij terug in de DP-klasse, waarin hij niet wist te winnen maar wel zevende werd in de eindstand. In 2012 reed hij zijn laatste seizoen in het kampioenschap, waarbij hij in de GT-klasse één race won en 21e werd in het klassement. Hierna heeft Edwards niet meer deelgenomen aan grote internationale races.